# Самърсет (окръг, Мейн)
Окръг Самърсет (на английски: Somerset County) е окръг в щата Мейн, Съединени американски щати. Площта му е 10 606 km², а населението – 50 915 души (2016). Административен център е град Скаухигън.